# Friesland: Prima Klima
Prima Klima ist ein deutscher Fernsehfilm von Patricia Frey aus dem Jahr 2022. Es handelt sich um die 15. Folge der Fernsehreihe Friesland. Die Episode wurde, entgegen den bisherigen Folgen auf einem neuen Sendeplatz, am Mittwoch, den 30. März 2022, erstmals im deutschen Fernsehen ausgestrahlt. Online war der Film ab 23. März 2022 in der ZDFmediathek abrufbar.

## Handlung
Im ostfriesischen Leer leisten die beiden Polizisten Henk Cassens und Süher Özlügül ihren Dienst. Auf Anweisung ihres Vorgesetzten Brockhorst sollen sie Geschwindigkeitsmessungen an der Landstraße durchführen. Doch wie in dem gesamten beschaulichen Städtchen passiert auch hier nichts Aufregendes. Lediglich der Bestatter Habedank probt eine Seebestattung mit der Urne des kürzlich verstorbenen Henning von Wieren. Die Witwe besteht auf einer Generalprobe, damit auch nichts schiefgeht. Ungeahnt werden sie Zeugen, wie ein augenscheinlich führerloses Schiff in Richtung Hafen fährt. Habedank informiert Brockhorst über das Geisterschiff, das im Hafen erst nach einer Kollision mit einem Segelboot zum Stehen kommt. Cassens und Süher Özlügül werden gerufen und versuchen die Umstände zu klären. Offensichtlich ist der Bootsführer des Forschungsschiffs, Leander Dierks, spurlos verschwunden. Er ist Geschäftsführer des Esther-Fehrmansen-Instituts (gedreht am Science College Overbach), das aktuell mit Hilfe einer neuartigen Versiegelungstechnik Kohlendioxid unter dem Meeresboden entsorgen will und dadurch stark in der Öffentlichkeit steht.
Schon bald geht eine Lösegeldforderung in Höhe von fünf Millionen Euro ein und da das Institut gerade erst Fördergelder der EU in Millionenhöhe erhalten hat, sieht Brockhorst hier einen Zusammenhang. Insbesondere Fehrmansens engster Mitarbeiter Eric Ohlsen benimmt sich seiner Meinung nach auffällig, weshalb er ihn im Auge behalten will. Doch schon am nächsten Tag wird Ohlsen erschossen aufgefunden. Brockhorst und seine Mitarbeiter sind etwas ratlos, sehen die Tat aber im Zusammenhang mit der Entführung. Hinzu kommt, dass der vor kurzem verstorbene von Wieren als Laborant und Klimaforscher im Esther-Fehrmansen-Institut gearbeitet hatte. Für Brockhorst sind das alles keine Zufälle. Inzwischen trifft eine neue Videobotschaft des Entführten ein, der flehend bittet, das Lösegeld zu zahlen. Esther Fehrmansen lehnt dies allerdings ab, da sie genug andere Probleme hätte.
Özlügüls Bruder Yunus, der sich neuerdings im Krabbenhandel versucht, hat Ärger mit einem Kunden bekommen, der die Qualität der gelieferten Ware beanstandet und sein Geld zurückhaben will. Um den Streit in seinem Sinne zu schlichten, bittet er seine Schwester um Hilfe. Süher Özlügül lehnt jedoch ab, da sie dienstlich genug zu tun hat. So versucht er allein weiterzukommen und lässt die Krabben von der Apothekerin Insa Scherzinger untersuchen. Die Untersuchung ergibt, dass sich die Krabben in übersäuertem Wasser aufgehalten haben, was bei massivem Kontakt mit CO2 vorkommt. Yunus gibt an, die Tiere in der Nähe des Instituts gefischt zu haben, was darauf schließen lässt, dass die Versuchsanlage zur CO2-Speicherung im Meeresboden nicht so funktioniert, wie sie sollte.
Henk Cassens und Süher Özlügül finden derweil heraus, dass der entführte Dierks vorhatte, sich selbstständig zu machen, und dazu viel Geld brauchte. Daher vermuten sie, dass der Mann seine Entführung vorgetäuscht hatte, um seiner Chefin die Fördergelder abzunehmen. Damit liegen sie zwar richtig, können jedoch nicht verhindern, dass auch Dierks ebenso hingerichtet wird wie Ohlsen. Der Verdacht fällt sofort auf Esther Fehrmansen, die aber beteuert niemanden umgebracht zu haben. Inzwischen erhärtet sich der Verdacht gegen die nicht funktionierende Versiegelungstechnik des Instituts und die somit zu Unrecht empfangenen Fördermittel. Unter diesem Betrug hatte der Laborant Henning von Wieren vermutlich so gelitten, dass er sich keinen anderen Rat wusste, als sich umzubringen. Das wiederum hatte in seiner Frau einen Racheplan reifen lassen. Cassens und Süher Özlügül erkennen dies, als sie mit der Frau reden wollen und im Keller einen Altartisch finden mit dem Bildnis ihres Mannes und davor die Fotos der drei Menschen: Ohlsen, Dierks und Fehrmansen, die nach Meinung von Frida von Wieren am Tod ihres Mannes schuld sind. Cassens und Özlügül kommen hinzu, wie von Wieren Esther Fehrmansen mit vorgehaltener Waffe zu erschießen droht. Mit Brockhorst Hilfe können sie dies abwenden und von Wieren festnehmen.

## Rezeption

### Einschaltquote
Die Erstausstrahlung von Friesland: Prima Klima erreichte am 30. März 2022 7,95 Millionen Zuschauer, was einem Marktanteil von 27,2 Prozent entsprach. Von den 14- bis 49-jährigen Zuschauern schalteten 0,74 Millionen ein, was einen Marktanteil von 10,1 % entsprach.

### Kritik
Tilmann P. Gangloff bezeichnet die Folge auf tittelbach.tv als „Nach einem verspielten Auftakt orientiert sich […] ‚Prima Klima‘ (ZDF / Cologne Film) zwar am Fernsehfilmstandard, aber das auf durchaus hohem Niveau. Gerade die Umsetzung der vielen nebensächlichen Drehbuchideen, denen die Geschichte ihren Charme verdankt, ist sehr gelungen. Im Zentrum der Handlung steht ein Institut, das mit Hilfe einer neuartigen Versiegelungstechnik Kohlendioxid unter dem Meeresboden entsorgen will. Die Fördermittel der EU drohen sich allerdings in Luft aufzulösen: Der Geschäftsführer des Instituts ist entführt worden, die Kidnapper fordern fünf Millionen Euro. Der hohe Unterhaltungswert der Geschichte resultiert vor allem aus der klugen Kombination der vielen verschiedenen Erzählebenen. Der fünfzehnte Film der Reihe gehört zu den besten.“.
Auch Christian Lukas von Quotenmeter.de findet den Krimi: „Humorvoll. Spannend. Durchdacht. Das nennt man dann wohl beste Abendunterhaltung!.“
Hans Czerny von Prisma.de sah das ganz anders und urteilte: „Viel Seemannsgarn wird in diesem Ostfriesenkrimi unter dem Titel "Prima Klima" gesponnen. Das Vielpersonen-Stück verspielt etwas leichtfertig die ihm immanente Umweltsatire, sämtliche Figuren tragen zudem ihre Pointensammlung wie einen Bauchladen vor sich her.“
Bei film-rezensionen.de hält Oliver Armknecht den Film für „ziemlich überfrachtet.“ „‚Friesland: Prima Klima‘ [hat] nicht wirklich viel anzubieten, [was] für größere inhaltliche Diskussionen [taugt]. Ein bisschen wird da zwar schon der Finger in die Wunde gelegt. Aber nicht zu sehr: Hauptzweck des Films ist dann doch immer noch die reine Unterhaltung. Die ist durchaus da, auch wenn es schon amüsantere Teile gegeben hat. Auch beim Fall selbst hatte man schon bessere Einfälle. Die Reihe ist damit erneut recht solide, ohne nennenswerten Eindruck zu hinterlassen, weder kriminologisch noch humoristisch. Selbst die emotionalen Partien sind recht seicht. Fans schalten natürlich trotzdem ein, da man sich von der Erfolgsformel nicht trennen wollte. Man bekommt genau das geboten, was man erwarten kann. Mehr wäre trotzdem schön gewesen. “

## Musik
Als Titelmelodie der Fernseh-Krimi-Serie „Friesland“ wird immer der Song Suffragette City (1972) aus dem Konzept-Album The Rise and Fall of Ziggy Stardust and the Spiders from Mars von David Bowie verwendet. Als Abspannmusik der Folge Prima Klima ist der Song Semi-Charmed Life (1997) der US-amerikanischen Rock-Band (aus San Francisco/Kalifornien) Third Eye Blind zu hören.

## Running Gag
Als Running Gag ist in einer Hafen- oder Wasserszene jeder Folge, meist in einer Dialogpause, dasselbe kurze Delfingeräusch off camera im Hintergrund hörbar. In Prima Klima erklingt es nach 1:05:09 Minuten.